# Горбаненко В'ячеслав Олександрович (футболіст)
В'ячеслав Олександрович Горбаненко (нар. 22 лютого 1984) — український футболіст та тренер, півзахисник.

## Життєпис
В'ячеслав Горбаненко народився 22 лютого 1984 року в Кривому Розі. Вихованець клубів СК «Одеси» та криворізького «Кривбасу», кольори яких захищав у ДЮФЛУ. В 2003 році підписав свій перший професіональний контракт з криворізьким «Кривбасом», але розпочав дорослу кар'єру в його друголіговому фарм-клубі, «Кривбас-2». У складі клубу дебютував 2 серпня 2003 року в матчі 2-го туру групи Б чемпіонату України серед клубів другої ліги проти овідіопольського «Дністра». Матч завершився нульовою нічиєю. В'ячеслав у тому поєдинку вийшов у другому таймі, замінивши Станіслава Упілкова. А вже 3 жовтня 2004 року зіграв свій перший та єдиний матч у футболці головної команди «Кривбасу». Сталося це в виїзному матчі 9-го туру Вищої ліги чемпіонату України проти харківського «Металіста», в якому криворізька команда здобула перемогу з рахунком 1:0. Горбаненко вийшов у тому матчі в стартовому складі та відіграв увесь матч. В 2005 році В'ячеслав відправився в оренду до складу друголігової кіровоградської «Зірки», в складі якої зіграв 10 матчів та забив 1 м'яч. Це був перший гол Горбаненка на професіональному рівні. Цим голом він відзначився 7 травня 2005 року в матчі 20-го туру в групі Б другої ліги чемпіонату України проти «Кримтеплиці». Горбаненко в тому матчі вийшов у стартовому складі та відіграв його до кінція, на 5-ій хвилині відзначився голом, а на 78-ій хвилині отримав овту картку. Сам же поєдинок завершився перемогою команди з молодіжного з рахунком 4:2. Після завершення орендної угоди повернувся до Кривого Рогу, але виступав в основному за «Кривбас-2». Загалом у футболці «Кривбасу-2» зіграв 53 матчі та відзначився 1 голом. Крім того, за молодіжну команду «Кривбасу» відіграв 18 матчів у першості дублерів.
У 2006 році виступав у складі аматорського клубу «Високе Поле» (с.Високоілля), який виступав у чемпіонаті Херсонської області.
В липні 2006 року перейшов до складу ужгородського «Закарпаття», у складі якого зіграв лише 2 матчі.
В 2007 році виїхав до Білорусі та підписав контракт з представником вищої ліги чемпіонату Білорусі, клубом «Торпедо» (Жодіно), кольори якого захищав до 2008 року. У складі білоруського клубу зіграв 37 матчів та забив 3 м'ячі. Ще 2 матчі в складі «Торпедо» В'ячеслав провів у кубку Білорусі.
Восени 2008 року повернувся до України та підписав контракт з друголіговою «Полтавою», в складі якої в чемпіонаті зіграв 9 матчів та забив 3 м'ячі. В 2009 році знову поїхав до Білорусі, де виступав у складі іншого представника вищої ліги чемпіонату Білорусі, ФК «Мінськ». В складі білоруського клубу в національному чемпіонаті відіграв 25 матчів та забив 2 м'ячі, ще 2 матчі в футболці мінчан зіграв у кубку Білорусі. В 2010 році знову повернувся в Україну, почав виступати в аматорському клубі «Нове життя» (с.Андріївка). У складі клубу став віце-переможцем чемпіонату та володарем кубку Полтавської області. Того ж 2010 року перейшов до складу ПФК «Сум». В сумській команді також надовго не затримався, зіграв у чемпіонаті лише 5 матчів і забив 3 м'ячі, після чого в 2011 році виїхав до Білорусі, де захищав кольори бобруйскої «Білшини», який виступав у вищій лізі білоруського чемпіонату. В складі бобруйського клубу в чемпіонаті зіграв 27 матч та відзначився 1 голом, ще 6 поєдинків (1 гол) у складі «Білшини» провів у кубку Білорусі. В 2012 році повернувся в Україну та продовжив кар'єру в ФК «Полтаві». В складі полтавського клубу зіграв 5 матчів.
Влітку 2012 року повернувся до складу кіровоградської «Зірки». Після свого повернення дебютував за кіровоградську команду 14 липня 2012 року в виїзному матчі 1-го туру чемпіонату України серед клубів першої ліги проти краматорського «Авангарда». Кіровоградська команда в тому матчі здобула перемогу з рахунком 2:0. В'ячеслав у тому поєдинку з'явився на полі на 81-ій хвилині замість Владислава Насібуліна. А вже наступного туру, 20 липня 2012 року, відзначився першим голом за кіровоградську команду. Сталося це у домашньому поєдинку чемпіонату України проти ПФК «Сум». Горбаненко в тому матчі вийшов на поле замість Івана Рудницького в другому таймі, а вже на 50-ій хвилині ідзначився голом. У тому поєдинку «Зірка» здобула впевнену перемогу з рахунком 4:0. Загалом у футболці кіровоградської команди в чемпіонаті України провів 30 матчів, відзначився 4-ма забитими м'ячами. Ще 1 матч у складі «Зірки» провів у кубку України.
В 2013 році переходить до складу іншого першолігового клубу, «УкрАгроКому». За головківську команду дебютував у виїзному поєдинку 9-го туру чемпіонату України проти «Нафтовика-Укрнафти», в якому охтирська команда здобула перемогу з рахунком 1:0. В'ячеслав вийшов на поле на 46-ій хвилині замість Євгена Фальковського, а вже на 74-ій хвилині мату отримав жовту картку. Усього в складі команди з Олександрійського району у чемпіонаті України провів 13 матчів, ще 1 мат за головківську команду зіграв у кубку України. По завершенні сезону 2013/14 років ПФК «УкрАгроКом»був об'єднаний з ПФК «Олександрією», внаслідок чого значна частина персоналу та гравців «аграріїв» отримала статус вільних агентів та можливість самостійно займатися власним працевлаштуванням. Саме до числа цих осіб і потрапив В'ячеслав Горбаненко.
Нараз останнім клубом гравця став аматорський клуб «Лозуватка» (Кривий Ріг), в складі якого В'ячеслав став переможцем чемпіонату та володарем кубку Дніпропетровської області.

## Досягнення

### На аматорському рівні
- Чемпіонат Полтавської області
  -  Срібний призер (1): 2010

- Чемпіонат Дніпропетровської області
  -  Чемпіон (1): 2015

- Кубок Полтавської області
  -  Володар (1): 2010

- Кубок Дніпропетровської області
  -  Володар (1): 2015